# Sychée
Dans la mythologie grecque et romaine, Sychée est l'époux de Didon. Il est aussi appelé Acherbas ou Sicharbas selon les sources. 
Prêtre de Melkart, dieu phénicien considéré parfois comme l'équivalent d'Hercule dans la religion romaine, Sychée passe pour le plus riche des Phéniciens selon Virgile. Mais sa richesse lui attire la convoitise de Pygmalion, son beau-frère et le roi de Tyr. Pygmalion le tue au cours d'une partie de chasse, en le jetant dans un précipice, selon Justin, auteur de l’Abrégé des histoires philippiques ; il prétexte ensuite que Sychée y est tombé. Cependant, l'image de Sychée apparaît en songe à sa femme : il lui révèle le meurtre et l'incite à quitter Tyr. C'est à la suite de cet exil que Didon fondera Carthage.

## Source
- Virgile, Énéide [détail des éditions] [lire en ligne] (I, 343-359 ; VI, 474).